# Atylotus hyalicosta
Atylotus hyalicosta är en tvåvingeart som beskrevs av Teskey 1985. Atylotus hyalicosta ingår i släktet Atylotus och familjen bromsar. Inga underarter finns listade i Catalogue of Life.